# Elisabeth Eidenbenz
Elisabeth Eidenbenz (Wila, Švicarska, 12. lipnja 1913. - Zürich, Švicarska, 23. svibnja 2011.) bila je učiteljica, medicinska sestra i osnivačica Majki Elne (poznate i kao Maternitat d'Elna na katalonskom, Maternidad de Elna u Španjolski i Maternité Suisse d'Elne na francuskom). Između 1939. i 1944. spasila je oko 600 djece koja su uglavnom bila djeca španjolskih republikanaca, židovskih izbjeglica i Roma koji su bježali od nacističke invazije. 

## Biografija
Elisabeth je bila mlada učiteljica iz Švicarske koja je predavala u Švicarskoj i Danskoj sve dok se nije odlučila pridružiti Asociación de Ayuda a los Niños en Guerra ("Udruženje za pomoć djeci u ratu"). 
Nakon pada Španjolske Republike mnogi su republikanski prognanici utočište potražili u Francuskoj, uključujući Roussillon, koji je dio regije Sjeverna Katalonija. Ali gotovo su svi zaustavljeni i držani u koncentracijskim logorima. Tamo su bili ograđeni na plaži bez ikakve infrastrukture, s pijeskom kao jedinom zaštitom i bez ikakvih sanitarnih mjera. Mnogi od njih su umrli od pothranjenosti, bolesti i drugih nevolja. Mnoge su trudnice bile predodređene da izgube nerođenu djecu ili umru na porodu. Elisabeth je stigla u Madrid 24. travnja 1937. godine kao dobrovoljac pomoćnog tima, ali preselila se na jug Francuske. Govorila je i španjolski i katalonski, a zgrožena situacijom majki i djece među izbjeglicama, Elisabeth je odlučila napušteni dvorac u Elneu (uz Argelès-sur-Mer) pretvoriti u dom za rodilje. 
Udruga se u početku oslanjala na dobrovoljne donacije iz Europe, no nakon početka Drugog svjetskog rata sredstva su presušila dok su izbjeglice počele pristizati iz Francuske i ostatka Europe. To su uglavnom bile Židovke koje su bježale od nacističke okupacije. Stoga je udruga bila prisiljena povezati se s Crvenim križem i pridržavati se politike neutralnosti. To bi ih spriječilo da sklone političke izbjeglice, uglavnom Židove. Stoga je odlučeno da će identitet većine izbjeglica biti skriven kako bi se zaobišli ti zakoni. Gestapo ih je maltretirao i jednom prilikom su privedeni. Tijekom ovog razdoblja spašeno je oko 400 španjolske djece i 200 Židova iz Europe.
Neka su se djeca rođena u domu zvala Nael (dječaci), Elna ili Elisabeth (djevojčice), u njezinu čast.
Kasnije se u životu povukla u Rekawinkel (30 km od Beča, Austrija), a 2009. preselila se u Zürich. 2002. njezino je djelo počelo dobivati priznanje objavljivanjem nekoliko knjiga o njenom životu i ponovnim okupljanjem neposredno prije Uskrsa 2002, kada se 60 preživjelih kojima je pomogla spasiti se ponovno okupilo u Elneu u čast La Señorite.  
Poslije je dobila: 
- status Pravednika među narodima od Vlade Izraela 2002. godine.[5]
- titulu počasne građanke Elnea
- Orden Civil de la Solidaridad Social od strane španjolske vlade 2006.
- Creu de Sant Jordi od Katalonskog generaliteta 2006. godine
- zvijezdu Légion d'honneur od strane francuske vlade 2007.[6]

## Vanjske poveznice
- Noticias sobre Elisabeth Eidenbenz en Las madres de Elna .
- Elisabeth i njezino Maternité